# Realitatea Plus
Realitatea Plus es un canal de noticias rumano que comenzó a funcionar en 2001 (con programación generalista). A partir de 2002 se convirtió en el primer canal televisivo rumano dedicado íntegramente a la información. Es propiedad del multimillonario Sorin Ovidiu Vantu, considerado por Forbes como una de las 10 personas más ricas de Rumania.
En 2019, el canal cerró por bancarrota y volvió a trasmitir de nuevo con el nombre de Realitatea Plus.

## Contenido y transmisiones
El canal emite contenidos en idioma rumano y es sintonizado también en Moldavia y en la región serbia de Voivodina, dónde reside una importante minoría rumana. 